# Višegradska Banja
Višegradska Banja (cyr. Вишеградска Бања) – wieś w Bośni i Hercegowinie, w Republice Serbskiej, w gminie Višegrad. W 2013 roku liczyła 21 mieszkańców.